# Henri Doniol
Jean Henri Antoine Doniol, född den 20 april 1818 i Riom (departementet Puy-de-Dôme, död den 19 juni 1906 i Paris, var en fransk historiker.
Doniol blev underprefekt 1848, men avskedades 1850 på grund av republikanska åsikter. Han blev prefekt 1871 och direktör för nationaltryckeriet 1882. År 1890 blev Doniol ledamot av Institut de France. Bland hans arbeten märks Histoire des classes rurales en France (1857, 2:a upplagan 1865), La révolution française et la féodalité (1874, 3:e upplagan 1883) och Histoire de la participation de la France à l'établissemet des États-Unis d'Amérique (6 band, 1886–1899). Sistnämnda verk belönades 1890 med Gobertska priset.